# Alien Trilogy
Alien Trilogy es un videojuego de disparos en primera persona desarrollado por Probe Entertainment y publicado por Acclaim Entertainment para las plataformas PlayStation, Sega Saturn, Windows y MS-DOS en 1996. El juego se basa en las tres primeras películas de la serie Alien.

## Jugabilidad
Alien Trilogy se presenta en un entorno 3D con sprites en 2 dimensiones, el juego presenta muchas de las armas aparecidas en la Franquicia Alien, tales como el Rifle de Pulso, Pistola de 9mm, Escopeta, entre otras armas.
Los controles son los comunes dentro de los FPS's de los años noventa, aunque al jugador no se le es permitido correr por cuenta propia, saltar o recargar (este último es automático).
Los niveles se vuelven más largos mientras se progrese, cómo cualquier otro videojuego de los 90's. Existen lugares secretos donde se pueden encontrar chalecos de protección, botiquines y objetos curativos, armas, municiones entre otros suministros.
Para pasar de nivel, es necesario encontrar una batería, con ésta se pueden abrir las puertas para terminar un nivel.
Las versiones de computador (Windows y MS-DOS) cuentan con modo multijugador además del modo un jugador. Existiendo la posibilidad de jugar Deathmatch dentro de dicho modo.

## Trama
En el papel de la teniente Ellen Ripley, el jugador experimenta una historia vagamente ambientada de las tres primeras películas de la franquicia Alien.
La historia se cuenta a través de informes de misión basados en una pantalla inicial de texto que guía al jugador a través de una historia extendida y orientada a la acción, basándose más en una adaptación a videojuego y a los personajes de la franquicia en lugar de ser una adaptación fiel hacia las películas.
El videojuego comienza con una introducción en CGI, en la que Ripley junto con un grupo de Marines (visualmente parecidos a los de la película Aliens) van en una nave con dirección a LV-426 para restaurar la comunicación con la colonia presente, donde será el inicio de la acción de la historia.
En el proceso, los Marines son brutalmente asesinados por un Alien, Ripley siendo la única sobreviviente a la emboscada, decide adentrarse dentro de las instalaciones, pasando por muchos de los lugares vistos en las películas. Para llegar al final a enfrentarse a la Reina Alien y destruir la nave infectada que provocó todo lo anterior.

## Desarrollo
A principios de 1994, Acclaim anunció que Alien Trilogy sería el primer juego en utilizar la tecnología de captura de movimiento 3D creada por su equipo de ingeniería Advanced Technologies Group. Los movimientos de los Aliens y enemigos fueron creados usando esta tecnología.
Muchos de los efectos de sonido del juego, como los colonos infectados que susurran "Kill me" y los sonidos de muerte de los Aliens, fueron parte de las películas en las películas.

## Recepción
Alien Trilogy recibió críticas generalmente positivas de los críticos. El sitio web de reseñas agregadas GameRankings otorgó la versión de PlayStation un 77.50% basada en 5 revisiones, la versión Saturn de Sega, un 77.00% basada en 1 revisión, y la versión PC un 43.00% basada en 3 revisiones. Los cuatro revisores de Electronic Gaming Monthly otorgaron a la versión de PlayStation su premio "Juego del mes", al mismo tiempo que es el mejor videojuego basado en la franquicia Alien, principalmente debido a los gráficos y efectos de sonido que recrean auténticamente el estilo de las películas. Dos de los revisores también comentaron que el uso de los objetivos de la misión le da al juego más profundidad que un disparo en primera persona promedio. Scary Larry de GamePro también comentó positivamente sobre los efectos de sonido, pero no quedó impresionado por los gráficos, señalando que a pesar de que son fieles a las películas, son demasiado monocromos y sufren una pixelación extrema. También se quejó de los problemas de orientación, pero le dio al juego una fuerte recomendación debido a "la diversión de recorrer los pasillos, eliminar a los xenomorfos, quemar y detonar el área". Un crítico de Maximum también estaba satisfecho con los efectos de sonido, pero sintió que los gráficos eran auténticos para las películas y aun así no eran impresionantes, y remarcó que la animación en los extraterrestres es una gran decepción después de la considerable jactancia de Acclaim sobre su nueva tecnología de captura de movimiento. También criticó el ritmo lento y las armas débiles, pero elogió el limitado campo de visión del juego por crear una atmósfera de suspenso y claustrofobia y concluyó que Alien Trilogy: "Es mucho más impresionante que las mediocres ofertas que los propietarios de PlayStation han tenido que soportar durante los últimos pocos meses, con una profundidad de juego y calidad audiovisual que seguramente impresionará a todos los que lo compran". Un crítico de Next Generation aclamó el juego como un juego de disparos en primera persona y una excelente adaptación de la serie de películas, y dijo que el video de apertura completo "es una de las mejores presentaciones que hemos visto". Mientras citaba problemas menores con diseños de niveles confusos, enfatizó que "los detalles, sin embargo, son los que hacen que esto se haga realidad: los asaltantes se alejan, los alienígenas adultos descienden desde arriba, las reinas alienígenas no son fáciles de matar, los cristales se rompen, los barriles explotan, y, en su mayor parte, la forma en que lo controla es tan suave e intuitiva que la experiencia está muy cerca de encontrarte en medio de la película". IGN criticó la confusa distribución del nivel, pero elogió los controles intuitivos, el entorno interactivo y la traducción generalmente sólida de películas a videojuegos.
El puerto de Saturn también fue recibido positivamente. Un crítico de Next Generation lo calificó como un raro ejemplo de un puerto de PlayStation a Saturn que es tan bueno como el original de PlayStation. Sin embargo, Hugh Sterbakov de GameSpot y Scary Larry dijeron que los gráficos no son tan "nítidos" como la versión de PlayStation, aunque siguen siendo buenos en términos absolutos. Rad Automatic de Sega Saturn Magazine no mencionó la versión de PlayStation en absoluto. Tanto él como Sterbakov centraron sus elogios en el uso efectivo del sonido del juego para crear una atmósfera y dar una idea al jugador de la proximidad de enemigos invisibles. A pesar de sus evaluaciones positivas, Scary Larry y Rad Automatic dijeron que el juego quedó segundo después de PowerSlave, otro juego de disparos en primera persona lanzado para Saturn casi al mismo tiempo.
Alien Trilogy fue finalista para el Premio Spotlight "Best Adaptation of Linear Media" de la Game Developers Conference de Juegos de Computadora de 1996, pero perdió el premio a I Have No Mouth, and I Must Scream. Fue galardonado como el juego de disparos del año de Electronic Gaming Monthly.
En una revisión retrospectiva, Irwin Fletcher de Game Revolution elogió los altos valores de producción, comentando que "Alien Trilogy no es nada revolucionario, pero es un buen shooter".
La versión de PlayStation fue un éxito de ventas en el Reino Unido.